# Heinrich-Hertz-Gymnasium (Berlin)
Das Heinrich-Hertz-Gymnasium ist ein staatliches Gymnasium mit mathematisch-naturwissenschaftlicher Prägung in Berlin-Friedrichshain. 
Die Schule wurde 1961 nach Heinrich Hertz benannt, damals noch Polytechnische Oberschule (POS) mit Standort in Berlin-Adlershof. 1965 wurde die Schule zur Erweiterten Oberschule (EOS) mit mathematischem Schwerpunkt. 1969 erfolgte der Umzug von Adlershof in einen Schulneubau am Frankfurter Tor. 1985 wurde die Erweiterte Oberschule Heinrich-Hertz zur Spezialschule mathematisch-naturwissenschaftlichen Richtung. 1991 wurde die Schule zum Gymnasium mit mathematisch-naturwissenschaftlicher Profilierung umgewandelt. 
Seit 1993 ist das Gymnasium in einem denkmalgeschützten Schulgebäude in der Rigaer Straße ansässig.

## Geschichte der Bildungseinrichtung
Im Jahr 1961 wurde der damals in Adlershof befindlichen Schule der Name des Physikers Heinrich Hertz verliehen. Die Profilierung in Richtung Mathematik entstand erst allmählich durch Eigeninitiativen einzelner Lehrer. 1963 wurde die erste mathematisch orientierte 9. Klasse eingerichtet. Ab 1965 wurde die Heinrich-Hertz-Oberschule eine Schule mit mathematischem Schwerpunkt, 1969 waren dann alle Klassen der Schule mathematisch orientierte Spezialklassen (nicht zu verwechseln mit den Schüler-Spezialklassen Mathematik/Physik der Humboldt-Universität). Unter mathematisch-naturwissenschaftlich interessierten Schülern wurde die Schule berlinweit und darüber hinaus bekannt.
Die Schule zog 1969 in einen Schulneubau am Frankfurter Tor in Friedrichshain, im Karree von Frankfurter Allee, Warschauer Straße, Boxhagener Straße und Niederbarnimstraße. Das Gebäude ist von der Blockbebauung dieser Straßen verdeckt, und daher von der Straße aus kaum zu sehen. Das Schulgebäude bestand aus einem viergeschossigen, einfachen Gebäuderiegel, parallel zur Frankfurter Allee, mit dem Haupteingang südlich zum Schulhof. Im Kellergeschoss befanden sich Versorgungsräume und die Schulspeisung. Das Gebäude wurde als Typenschulbau (Gangtyp „Berlin SK“) aus vorgefertigten Plattenbauelementen aus Stahlbeton errichtet. Westlich neben dem Schulgebäude grenzt der Altbau der damaligen EOS „Georg Friedrich Händel“, einer Spezialschule für Musik.
Über die Jahre erfolgte eine immer stärkere Hervorhebung der Mathematik und auch Informatik zum Beispiel durch spezielle Lehrpläne zur Förderung logischen Denkens und Mathematikvorlesungen für Schüler der Oberstufe. 1985 wurde die EOS Heinrich Hertz dann zur Spezialschule mathematisch-naturwissenschaftlich-technischer Richtung mit eigenen Lehrplänen und Abituraufgaben.
Mit den politischen Wendeereignissen mussten sich 1990 alle Spezialschulen in der DDR umorientieren, und 1991 wurde der Antrag auf Errichtung eines Gymnasiums mit mathematisch-naturwissenschaftlicher Profilierung genehmigt. Seitdem existiert die Schule in der jetzigen Form als Schule besonderer pädagogischer Prägung. Der schulinterne Heinrich-Hertz-Wettbewerb wurde in viele andere Wettbewerbe wie Jugend forscht, den Bundeswettbewerb Mathematik oder die Chemie-Olympiade überführt. 1993 zog die Schule aus der Frankfurter Allee in den jetzigen Bau in der Rigaer Straße. Nach Sanierung und Umbau wird das ehemalige Gebäude der Hertzschule am Frankfurter Tor von der Bezirkszentralbibliothek Frankfurter Allee genutzt.
Viele Schüler der Schule erreichten vorderste Plätze in den nationalen Runden verschiedener Wettbewerbe, und es gelang, mehrere Medaillen bei der Internationale Mathematik-Olympiade und anderen internationalen Wettbewerben zu erreichen. Außerdem erhielt das Gymnasium jährlich die Auszeichnung des Bundesministers für Bildung und Forschung für die Beteiligung am Wettbewerb „Jugend forscht“. 2000 wurde das Hertz-Gymnasium Gründungsmitglied im MINT-EC-Netzwerk, das MINT-Schulen vernetzt und fördert.
Seit 2010 ist das Heinrich-Hertz-Gymnasium Mitglied des Netzwerkes Schule ohne Rassismus – Schule mit Courage. Der Pate des Projektes ist Cherno Jobatey.
Ab dem Schuljahr 2012/2013 wurde eine zusätzliche 5. Klasse eingerichtet, dafür fiel eine neue 7. Klasse weg. Die Schule passte sich somit den aktuellen Bewerberzahlen an.
Seit 2013 erreichen die Absolventen Abitur-Durchschnittsnoten, die immer zu den Top-5 der Berliner Gymnasien gehören. So war das Heinrich-Hertz-Gymnasium zuletzt 2019 mit einer Durchschnittsnote von 1,76 die beste staatliche Schule in Berlin. Dieser Schnitt wurde auch im Jahr 2020 erneut erreicht.
Für 2026 ist der Umzug des Gymnasiums in einen noch zu errichtenden Neubau nördlich des Ostbahnhofs geplant.

## Profil
Die Schule setzt sich das Ziel, in allen Fächern eine solide Bildung zu vermitteln und die Schüler darüber hinaus mit speziellen Kenntnissen und Fähigkeiten in Mathematik und den Naturwissenschaften auszurüsten. Die Grundlage dafür bietet eine gegenüber allgemeinen Gymnasien veränderte Stundentafel. So wird beispielsweise in den Klassen 7–10 Mathematik fünfstündig unterrichtet. Wahlpflichtunterricht gibt es in den Klassen 9 und 10 mit den Fächern Informatik, Latein und Geschichte/Geografie, jeweils zweistündig. Zusätzlich werden statt der üblichen zwei nur eineinhalb Stunden Kunst beziehungsweise Musik und nur zwei statt drei Stunden Sport erteilt, was bedeutet, dass die ersteren beiden Fächer ab Klasse 8 epochal unterrichtet werden.
In der Abiturphase wird zusätzlich zu einem umfangreichen Angebot an Mathematik-Leistungskursen ein spezieller Mathematik-Leistungskurs für mathematisch besonders begabte Schüler eingerichtet, der bereits studiumsrelevanten Stoff behandelt und bei sehr guten Leistungen den Erhalt von universitär gültigen Leistungsnachweisen beinhaltet. Für alle Schüler wählbare Erweiterungskurse in Mathematik und Physik mit Themen wie Einführung in die Theorie gewöhnlicher Differentialgleichungen, metrische Räume, Astronomie und spezielle Relativitätstheorie ergänzen das Profilangebot der Oberstufe. Außerdem sind die Schüler verpflichtet, Mathematik, Chemie, Biologie, Informatik oder Physik als einen der beiden Leistungskurse zu wählen. Zusätzlich muss ein weiteres Prüfungsfach ebenfalls naturwissenschaftlich sein (Mathematik, Physik, Chemie, Biologie, Informatik).
Besonders die zahlreich angebotenen Arbeitsgemeinschaften im Profilbereich für alle Jahrgänge werden von den Schülern gut besucht und tragen durch gezielte Vorbereitung maßgeblich zu den Erfolgen der Schüler in den mathematisch-naturwissenschaftlichen Wettbewerben bei.

## Auswahlverfahren
Das Heinrich-Hertz-Gymnasium nimmt mathematisch-naturwissenschaftlich interessierte Schüler mit der 5. und 7. Klasse aus Grundschulen und auch anderen Gymnasien aus allen Berliner Bezirken nach einem leistungsorientierten Auswahlmodus auf. Dabei gehen für die 7. Klasse die letzten Zeugnisnoten der Fächer Deutsch, Naturwissenschaften, der ersten Fremdsprache und Mathematik ein. Letzteres wird aufgrund des Schulprofils doppelt gewichtet und muss zudem mindestens mit „gut“ bewertet worden sein. Angenommen werden die Bewerberinnen und Bewerber mit der niedrigsten Gesamtpunktzahl. Bei gleichen Ergebnissen werden Wettbewerbserfolge bei der Mathematik-Olympiade in die Bewertung eingebracht, alternativ wird ausgelost.
Für Quereinsteiger werden stattdessen die Noten der Fächer Biologie, Physik und Chemie berücksichtigt, von denen eins mindestens mit gut bewertet werden sollte und die anderen beiden mindestens mit befriedigend. Alternativ reicht ein gut im Fach Naturwissenschaften. Zudem müssen erneut die Leistungen in Mathematik mindestens gut sein.
Bis vor wenigen Jahren war der Andrang noch so hoch, dass die Plätze ausgelost werden mussten. Die Bewerberzahlen gingen jedoch stetig zurück, sodass künftig mit zwei Klassen statt der bisherigen drei pro Jahrgang hätte unterrichtet werden müssen. Der Rückgang war nicht zuletzt Folge der Einrichtung 5. Klassen an anderen Gymnasien. Als logische Konsequenz und nach Bemühungen der Schule richtete man ab dem Schuljahr 2005/06 eine 5. Klasse ein, 2012/13 folgte eine zweite 5. Klasse.
Wenn die Schüler nach der 4. Klasse auf das Gymnasium wollen, müssen die Eltern zunächst einen formlosen schriftlichen Aufnahmeantrag stellen. Um die Fähigkeit der Kinder zu beurteilen, werden zuerst die Zeugnisse des 1. Schulhalbjahres der Jahrgangsstufe 4 benötigt. Aus den Noten der Fächer Deutsch, Mathematik, der ersten Fremdsprache und Sachkunde wird eine Punktzahl errechnet. Dafür wird folgende Formel verwendet:
Note Sachkunde + Note erste Fremdsprache + ( 2 × Note Deutsch ) + ( 3 × Note Mathematik ).
Wenn das Ergebnis kleiner oder gleich 15 ist und das Kind in Mathematik mindestens mit gut bewertet wurde, darf es an einer Eignungsprüfung teilnehmen. Die Schüler werden schließlich nach folgenden Kriterien gewählt:
- zu 50 % aus den Ergebnissen des Eignungstests,
- zu 25 % aus der Bildungsempfehlung der Schule und weiteren Kriterien und
- zu 25 % aus der errechneten Punktsumme (s. o.).

Bei gleichem Ergebnis findet ein Schulleitungsgespräch statt um eine Auslosung zu vermeiden.

## Bekannte Schüler
Nach Abiturjahrgang:
- 1965: Detlev Möller, Atmosphärenchemiker
- 1966: Gregor Gysi, Politiker (Die Linke)
- 1967: Michael Rapoport, Mathematiker, Doktorvater des späteren Fields-Medaillen-Trägers Peter Scholze
- 1968: Frank Havemann, Physiker und Archivar[9]
- 1968: Stefan Heinrich, Mathematiker, Professor, Universität Kaiserslautern, Fachbereich Informatik
- 1970: Klaus Bothe, Mathematiker, Prof. i. R., Humboldt-Universität, Institut für Informatik
- 1970: Petra Gentz-Werner, geb. Werner, Biochemikerin, Wissenschaftshistorikerin, Autorin
- 1970: Peter Honigmann, geb. Obermann, Physiker und Archivar (wechselte vor dem Abitur an die Mathematik-Spezialklasse der Humboldt-Universität)
- 1970: Stephan Rempel, Akademieprofessor am Mathematikinstitut der Akademie der Wissenschaften der DDR[10]
- 1970: Tord Robert Riemann, Physiker
- 1972: Tamara Danz, Rockmusikerin (wechselte vor dem Abitur an die EOS „Klement Gottwald“ in Berlin-Treptow)
- 1972: Chaim Noll, Journalist und Schriftsteller (verließ die Schule 1968)[11]
- 1972: Barbara Grabowski, geb. Dlubek, Mathematikerin, Prof. i. R., HTW Saar, Angewandte Mathematik und Statistik[12]
- 1972: Helga Baum, geb. Dlubek, Mathematikerin
- 1972: Sabine Riemann, geb. Schaller, Physikerin
- 1975: Klaus Altmann, Mathematiker
- 1975: Andreas Seidel-Morgenstern, Chemiker, Direktor des MPI für Dynamik komplexer technischer Systeme
- 1976: Jürgen Kuttner, Radiomoderator
- 1983: Yuri Tschinkel, Mathematiker
- 1983: Edda Klipp, Biophysikerin, Professorin an der Humboldt-Universität, Theoretische Biophysik[13]
- 1985: Alexander Schmidt, Mathematiker
- 1985: Daniel Huybrechts, Mathematiker
- 1986: Stefan Müller, Informatiker/Sprachwissenschaftler, Professor für Sprachwissenschaft des Deutschen: Syntax an der Humboldt-Universität zu Berlin
- 1987: Armin Zimmermann, Informatiker
- 1988: Caren Tischendorf, Mathematikerin, Professorin am Lehrstuhl für Angewandte Mathematik und Dekanin der Math.-Naturwiss. Fakultät an der Humboldt-Universität[14][15]
- 1989: Jochen Schmidt, Schriftsteller
- 1990: Jakob Hein, Schriftsteller und Arzt
- 1992: Klaus Lederer, Politiker (Die Linke), Senator für Kultur und Europa im Senat Müller II
- 2006: Robert Hofmann, Schauspieler und Filmkritiker
- 2007: Peter Scholze, Mathematiker, Direktor des Max-Planck-Instituts für Mathematik, Träger der Fields-Medaille[16] und des Bundesverdienstkreuzes[17]